# یوکیه (اورگن)
یوکیه (به انگلیسی: Ukiah) شهری در شهرستان ولوا ایالت اورگن است و در سرشماری سال ۲۰۱۱ میلادی، ۲۱۳ نفر جمعیت داشته که نسبت به سال ۲۰۱۰، ۲۳٫۶۶ درصد رشد جمعیت داشته‌است.

## موقعیت جغرافیایی
موقعیت جغرافیایی شهرها و مناطق اطراف به شرح زیر است: